# Colombo Stock Exchange
Der Colombo Stock Exchange (CSE) (Singhala: කොළඹ කොළඹ කොටස්; Tamil: கொழும்பு கொழும்பு பங்கு) ist die Hauptbörse von Sri Lanka. Ihr Hauptgebäude befindet sich im World Trade Center Colombo und sie bietet eine elektronische Handelsplattform an. Der CSE hat zum 3. August 2018 298 Unternehmen aus 20 Wirtschaftszweigen. 

## Indizes
Die beiden Hauptindizes sind der All Share Price Index und der S&P Sri Lanka 20 Index.

## Geschichte
Der Aktienhandel in Sri Lanka wurde 1896 von der Share Brokers Association (SBA) initiiert. 1904 wurde SBA in Colombo Brokers 'Association umbenannt. Später entwickelte sich ein Konkurrent, die Stock Brokers Association. 1985 fusionierten Colombo Brokers 'Association mit  der Stock Brokers Association.
Die Gründung einer formellen Börse erfolgte 1985 mit der Gründung der Colombo Securities Exchange (CSE). 1990 wurde die Börse in Colombo Stock Exchange umbenannt. Der CSE führte das Central Depository System ein und das Clearing wurde dadurch automatisiert. 1995 wurde der CSE-Hauptsitz im World Trade Center in Colombo eröffnet. 1998 trat die Börse der World Federation of Exchanges bei.
Die Internationalisierung und das Wachstum der Börse wurde lange von dem Bürgerkrieg in Sri Lanka verhindert. Nach dem Ende des Bürgerkriegs in Sri Lanka am 18. Mai 2009 stiegen die CSE-Indizes rapide an und stellten neue Rekorde auf.

## Mitgliedschaften
Die Börse ist Mitglied in:
- World Federation of Exchanges[3]
- South Asian Federation of Exchanges
- Sustainable Stock Exchanges Initiative